# Municipio de Hueytamalco
El municipio de Hueytamalco es un municipio en México, perteneciente al Estado de Puebla, se localiza en la parte noroeste colindando con el Estado de Veracruz. Su cabecera es la localidad de Hueytamalco. Es conocido popularmente como "El tamal grande" aunque el origen Náhuatl deriva los vocablos  "huey", grande; "temo", bajar, descender, y "ahco", arriba; formándose el siguiente significado: "Grandes Bajadas, Grandes Subidas" o "Cuestas muy Inclinadas".

## Historia
Fue fundada por tribus Totonacas y por grupos Nahuas, tributarios de los mexicas. En 1522 fue sometido por los españoles. En 1817 en el lugar que hoy ocupa la plaza principal, se empezaron a instalar unas cabañas con familias que venían huyendo del movimiento insurgente procedentes de Teziutlán, Teteles, Tlatlauquitepec, Libres e Ixtacamaxtitlán. 
Los pueblos circundantes y la propia población de Hueytamalco (1835), pertenece al antiguo distrito de Teziutlán, pero únicamente por una política de gobierno y social, ya que comercialmente estaba vinculada con los pueblos de la parte baja por su cercanía, por los caminos y situación topográfica. Las localidades de Ayahualo, Tonalmeyoco, Mecapalco, Zonquimixtla y Tenexapa, son mucho más antiguas y fueron testigos de la fundación de lo que habría de ser la cabecera municipal y en el año 1895 se constituyó en Municipio Libre. Siendo su cabecera municipal el pueblo de Hueytamalco.

## Población
El municipio de Hueytamalco cuenta, según el censo general de población y vivienda del 2000, con 28,345 habitantes, de los cuales, por poco más del 50% son hombres y el 49.40% son mujeres.
Cuenta con poblaciones indígenas, el grupo predominante son los Totonacos seguidos de los Nahuas.
Presenta un índice de marginación de 0.920 por lo que es considerado como alta, por lo que se ubica en el lugar 56 con respecto a los demás municipios del estado.
Tiene una tasa de natalidad de 25.0%; una tasa de mortalidad de 4.7% y una tasa de mortalidad infantil de 3.6%.

## Toponimia
La palabra Hueytamalco, proviene de dos vocablos "huey", grande; "temo", bajar, descender, y "ahco", arriba; formándose el siguiente significado: "Grandes Bajadas, Grandes Subidas" o "Cuestas muy Inclinada".

## Clima

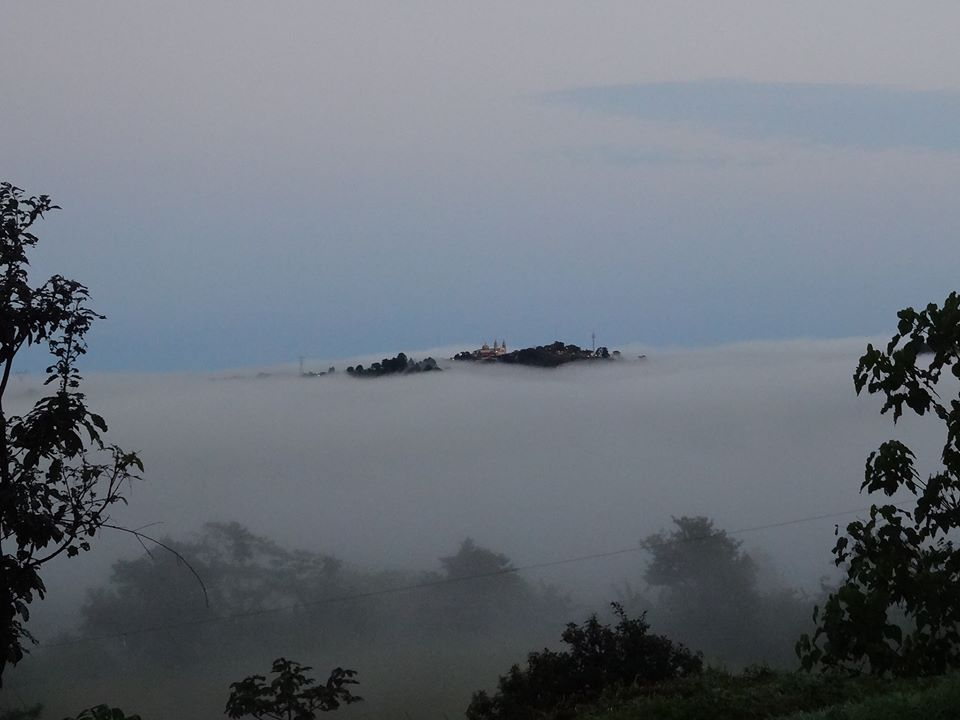
Niebla cubriendo la cabecera municipal de Hueytamalco.

Dentro del municipio se presenta la transición de los climas templados de la Sierra Norte, a los cálidos del declive del Golfo; se identifican dos climas: 
Clima semicálido subhúmedo con lluvia todo el año. Es el clima predominante se presenta en la zona Sur del Municipio. 
Clima Cálido Húmedo, con abundante lluvia en verano; Se identifica en la zona Norte del Municipio.

## Orografía
La mayor parte del municipio pertenece a las regiones morfológicas, del declive del Golfo de México, solo el extremo Sur, a partir de la cota 1,000 pertenece a la Sierra Norte. 
El declive del Golfo es el declive septentrional de la Sierra Norte hacia la llanura costera del Golfo de México que se caracteriza por sus numerosas chimeneas volcánicas y lomas aisladas; en tanto que la Sierra Norte o Sierra de Puebla está formada por Sierras más o menos individuales y paralelas, comprimidas las unas a las otras y que suelen formar grandes o pequeñas altiplanicies intermontañas que aparecen frecuentemente escalonadas hacia la costa. 
La característica orográfica del municipio es un constante e irregular descenso en dirección Sur-Norte, bastante marcado en la parte austral. y que se va suavizando conforme se avanza al Norte, donde ya pierde la característica montañosa inicial. 
Presenta el declive algunos cerros pequeños aislados, destacan los cerros Colihuic, dos Cerros, El Goterón y Tajitepec; la altura del municipio oscila entre 250 y 1,700 metros sobre el nivel del mar.

## Hidrografía
El municipio se localiza en la vertiente hidrográfica septentrional del estado de Puebla, vertiente constituida por las cuencas parciales de los ríos que desembocan en el Golfo de México, y se caracterizan por sus ríos jóvenes impetuosos; varios de ellos son importantes, en su mayoría bañan el territorio en dirección sur-norte y destacan los siguientes: 
El río María de la Torre, que por más de 18 kilómetros, baña el Sureste; es uno de los principales formadores del Nautla. 
El arroyo Puente de Piedra que nace al Norte de la localidad de Hueytamalco; recorre el centro del municipio y se une al Tlacuilolapa formando el Arroyo Soltero, el cual desemboca en una laguna cercana a la costa, al Norte de Nautla, los ríos Xoloatl, Pahuapam y Mazolapa bañan el sureste y se unen formando el río Las Margaritas, que recorre el centro del Municipio hasta unirse al Xoyoquilla, formando el Río Cedro Viejo, que sirve de límite con Acateno. 
El Río Cedro Viejo, ya fuera del estado, se une al Tecolutla. Por último los arroyos Poza Verde, Blanco y Mixiate bañan el Norte y se une al río Cedro Viejo. También cuenta con cantidad de arroyos intermitentes que se unen a los ríos ya mencionados. 
|                                          | Norte: el Estado de Veracruz |                                                |
| Oeste: Tenampulco y Ayotoxco de Guerrero |                              | Este: San José Acateno y el Estado de Veracruz |
|                                          | Sur: Teziutlán               |                                                |